# Močiar
Močiar je obec na Slovensku v okrese Banská Štiavnica. Žije zde 165 obyvatel. První písemná zmínka o obci pochází z roku 1305.